# Massaker von Staro Gracko
Als Massaker von Staro Gracko (albanisch Masakra në Grackë e Vjetër, serbisch Масакр у Старом Грацком Masakr u Starom Grackom) wird ein Ereignis bezeichnet, bei dem am 23. Juli 1999 vierzehn serbische Bauern in Staro Gracko bei Lipjan im Kosovo ermordet wurden.
Das Massaker ereignete sich kurz nach dem Kosovokrieg, nachdem die jugoslawischen Truppen aus dem Kosovo abzogen und eine NATO-geführte Friedenstruppe (KFOR) unter UN-Mandat stationiert wurde.

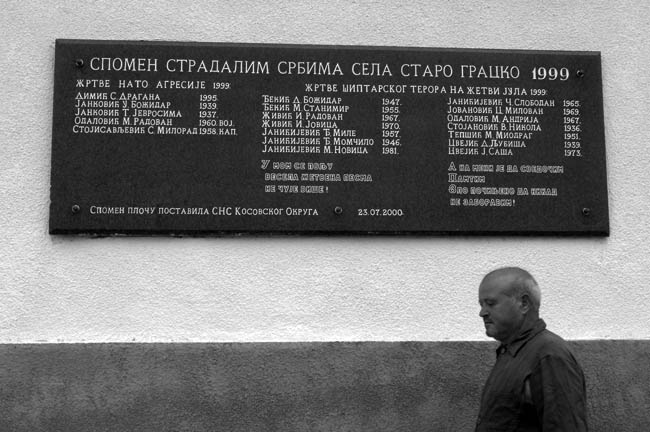
Gedenktafel in Staro Gracko

## Geschehnisse
Laut Angaben der NATO wurden am 23. Juli 1999 gegen 9:13 Uhr von einer britischen Patrouille in der Nähe des Dorfes Gewehrschüsse wahrgenommen. Eine britische Eingreiftruppe erreichte 40 Minuten später das Dorf. Dreizehn Leichen wurden neben einem noch laufenden Mähdrescher und eine weitere etwa 150 Meter entfernt auf einem Traktor entdeckt.
Die Bauern, die gerade beim Einbringen der Ernte waren, wurden in einen Kreis zusammengetrieben und aus nächster Nähe erschossen. Laut der New York Times gab es Anzeichen dafür, dass einige der männlichen Körper durch stumpfes Werkzeug entstellt wurden. Da sie Übergriffe von kosovo-albanischer Seite befürchteten, hatten die Bauern eine Woche vor dem Massaker Schutz durch die NATO angefordert. Der versprochene Schutz war jedoch erst am Tag nach dem Massaker eingetroffen.
Bis 1999 lebten nach Angaben der NATO 80 serbische und zwei albanische Familien friedlich im Ort.